# Княжицы (Шкловский район)
Княжицы (бел. Княжыцы) — деревня в Городецком сельсовете Шкловского района Могилёвской области Белоруссии. Находится на высоте 192 м над уровнем моря.
В Княжицах есть захоронение советских солдат (71 человек). Большая часть из них погибла в окрестностях деревни в июне—июле 1944 года при освобождении Шкловского района от фашистов.